# Schwachhauser Ring

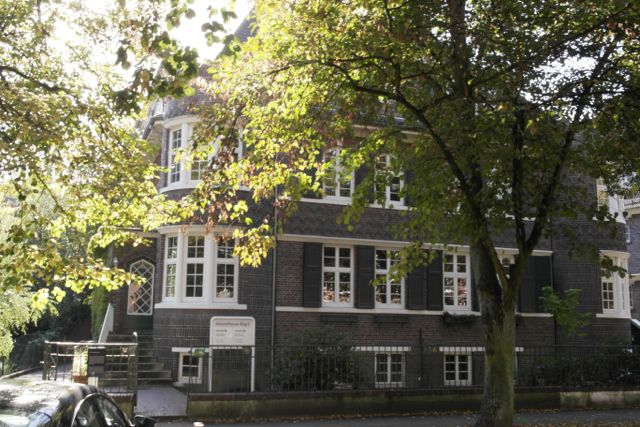
Nr. 2

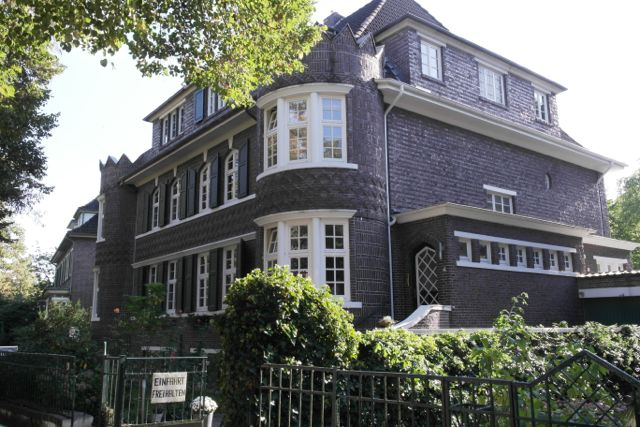
Nr. 4

Der Schwachhauser Ring ist eine zentrale Erschließungsstraße in Bremen, Stadtteil Schwachhausen Ortsteile Schwachhausen und Neu-Schwachhausen und Riensberg. Sie führt in Südost-Nordwest-Richtung von der Kirchbachstraße und Schwachhauser Heerstraße zur Parkallee am Bürgerpark.
Die Querstraßen und Anschlussstraßen wurden benannt u. a. als Kirchbachstraße nach dem General Hugo von Kirchbach (1809–1887), Schwachhauser Heerstraße nach dem Stadtteil, Schumannstraße 1909 nach dem Komponisten Robert Schumann (1810–1856), Georg-Gröning-Straße nach dem Bremer Bürgermeister (1745–1825), Wätjenstraße nach den Bremer Reedern Diedrich Wätjen (1785–1858) und Heinrich Wätjen (1813–1887), Claussenstraße nach dem Kaufmann und Präsident der Bremischen Bürgerschaft (1825–1908),
Bürgermeister-Schoene-Straße 1936 nach dem Bürgermeister Christian Hermann Schöne (1763–1822), Wachmannstraße nach dem Bremer Ratssyndikus und Gesandten Johann Wachmann der Ältere (1592–1659), H.-H.-Meier-Allee nach dem Mitgründer des Norddeutschen Lloyds (NDL) Hermann Henrich Meier (1809–1898), Carl-Schurz-Straße nach dem deutschen Revolutionär und Innenminister der Vereinigten Staaten (1829–1906), Thomas-Mann-Straße nach dem Schriftsteller und Nobelpreisträger (1875–1955), Lüderitzstraße nach dem Kaufmann in Deutsch-Südwestafrika Adolf Lüderitz (1834–1886), Hartwigstraße nach dem bedeutsamen Erzbischof Hartwig I. (1118–1168), Crüsemannallee nach dem Kaufmann und Mitgründer des Norddeutschen Lloyds (NDL) Eduard Crüsemann (1826–1869), Parkallee nach dem Bürgerpark; ansonsten siehe beim Link zu den Straßen.

## Geschichte

### Name
Der Schwachhauser Ring wurde nach dem Stadtteil und dem Ringstraßensystem (siehe unten) benannt.

### Entwicklung
Der Ortsteil Schwachhausen mit heute 3583 Einwohnern (2009) liegt zu etwa 60 % auf dem Gebiet der Pagenthorner Feldmark und zu 40 % auf der alten Gemarkung des Dorfes Schwachhausen. Ein kleiner Dorfkern bildete sich im 16./17. Jahrhundert im Bereich Schwachhauser Heerstraße und Schwachhauser Ring. 1803 kam Schwachhausen mit 206 Einwohnern als Landgebiet zu Bremen. Bremer Kaufleute bauten hier ihre Landhäuser und ab um 1850 ihre Villen. 1902 wurde Schwachhausen eingemeindet und bis 1925 war bis zum Schwachhauser Ring der Stadtteil besiedelt.
Neu-Schwachhausen und Riensberg sind Ortsteile nördlich vom Schwachhauser Ring, die zumeist nach dem Zweiten Weltkrieg ab 1960 entstanden.

### Verkehr
Die Verkehrsplanung der 1860er/1870er Jahre von Baudirektor Alexander Schröder sah eine Ringstraße (Schröderring) um den Kern der Stadt vor, zu dem Waller Ring, Osterfeuerberger Ring, Utbremer Ring, Schwachhauser Ring, Kirchbachstraße und Stader Straße gehörten und die, bis auf den Teil im Bürgerpark, realisiert wurden. Die großzügige Planung im Ringstraßenkonzept führte zu einer breiten Allee mit deutlich zurückgesetzter Bebauung und besonderer städtebaulicher Qualität.
Die Straßenbahn Bremen kreuzt mit der Linie 6 (Universität – Flughafen) und 8 (Huchting – Kulenkampffallee) die Straße. Die Linien 1 (Huchting – Bf Mahndorf) und 4 (Lilienthal – Arsten) tangieren die Straße an der Schwachhauser Heerstraße.
Im Nahverkehr in Bremen durchfährt die Buslinien 22 (Kattenturm-Mitte ↔ Universität) die Straße.

## Gebäude und Anlagen
Die Straße als Allee ist überwiegend mit ein- bis zweigeschossigen Villen und Wohnhäusern bebaut aus der Zeit der 1900er bis 1930er Jahre und aus der Zeit nach dem Zweiten Weltkrieg in den 1960er bis 1980er Jahren. Viel Häuser haben Walmdächer, einige Satteldächer und wenige Flachdächer.
Bremer Baudenkmale
- Nr. 2 und 4: 2-gesch., klinkerverblendete Wohnhäuser Schwachhauser Ring 2 und 4 von 1925 bis 1927 mit Walmdach und runden Erkern im Heimatstil nach Plänen von Alfred Runge und Eduard Scotland.[2]
- Nr. 6 bis 16: 2-gesch. sechsteilige verklinkerte Wohnhäuser Schwachhauser Ring 6 bis 16 als  Reihenhausgruppe von 1925 in der Tradition des Bremer Hauses jedoch ohne rückseitigem abgesenktem Terrain mit betonten Eckausbildungen, Sockelgeschoss und Walmdach nach Plänen von Alfred Runge und Eduard Scotland.[3]

Erwähnenswerte Gebäude und Anlagen
- Schwachhauser Heerstraße Nr. 124 Ecke Schwachhauser Ring: 2-gesch. verklinkertes Wohn- und Geschäftshaus von um 1930 mit Walmdach mit der Ring Apotheke
- Nr. 1: 3-gesch. verputztes Wohn- und Geschäftshaus von 1951 nach Plänen von Gerhard Müller-Menckens
- Nr. 2 bis 16: Siehe oben
- Nr. 45/47, 51 und 51/53:[4]
- Nr. 61: Früher rotsteinverblendetes 2-gesch. Haus von 1955 mit Gemeindehaus Unser Lieben Frauen und Kapelle nach Plänen von Gerhard Langmaack (Hamburg), um 2010 abgerissen für Wohnungsneubau
- Nr. 75 bis 85: 2-gesch. verklinkerte Wohnhausanlage mit zwei Reihenhäusern von 1930 mit Satteldächern vermutlich nach Plänen von Rudolf Jacobs[5]
- Nr. 78: 2-gesch. Eckhaus von um 1910/20 mit Walmdach nach Plänen von Heinrich Wilhelm Behrens und Friedrich Neumark; von 1951 bis 1955 Sitz des Ateliertheaters bzw. Bremer Zimmertheaters unter Leitung von Günther Huster;
- Nr. 88: 1-gesch. Wohnhaus Rosenberg von um 1960 mit Satteldach; Wohnsitz bis 1994 von Senats(bau)direktor Franz Rosenberg
- Nr. 89 Ecke H.-H.-Meier-Allee: 2-gesch. Wohnhaus mit rückseitiger Veranda und Walmdach von 1924 nach Plänen von Walter Görig für Carl F. W. Borgward, noch vor Fertigstellung Verkauf an Karl Biehusen
- Nr. 100a: 2-gesch. moderneres Wohnhaus mit Flachdach
- Nr. 110: 2-gesch. Wohnhaus von um 1920/30 mit mittleren runden Vorbau, Walmdach und hinteren Giebelrisalit
- Nr. 112: 2-gesch. Wohnhaus von um 1920/30 mit Walmdach, hinterem späteren runden 1-gesch. Anbau mit Terrasse
- Nr. 114/116: 2-gesch. verputztes Wohnhaus von um 1920/30 mit Walmdach und hinterer verglastem Terrassendach
- Nr. 124: 2-gesch. Wohnhaus von um 1920/30 mit Walmdach, zeitweise genutzt vom Spanischen Generalkonsulat, seit 1995 vom Instituto Cervantes Bremen
- Nr. 138:  2-gesch. moderneres Wohnhaus mit Flachdach
- Nr. 139: 2-gesch. neueres Wohnhaus mit Flachdach
- Nr. 141: 2-gesch. Villa der 1920/30er Jahre mit Erkern, Loggia und Walmdach
- Nr. 143: 2-gesch. neueres Wohnhaus mit Flachdach
- Nr. 151: 2-gesch. Wohnhaus von 1911 nach Plänen von Heinrich Wilhelm Behrens und Friedrich Neumark; von 1963 bis 1990 residierten hier in ihrem Peter-Faber-Haus die Jesuiten